# Нирс
Нирс (нем. Niers) или Нерс (нидерл. Neers) — река в Германии и Нидерландах, правый приток Мааса. На территории нидерландской провинции Лимбург находится приустьевой участок реки, на всём остальном протяжении течёт по германской земле Северный Рейн-Вестфалия.
Площадь водосборного бассейна составляет 1380,63 км². Длина реки — 117,6 км. Высота истока — 73 м над уровнем моря, устья — 9 м над уровнем моря.

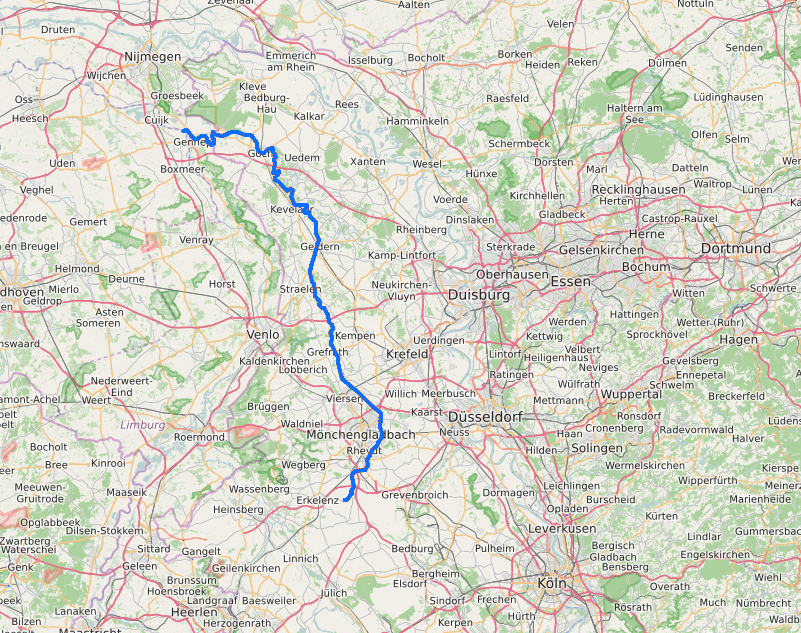
Маршрут течения реки Нирс

Исток находится недалеко от города Эркеленц южнее Мёнхенгладбаха. Река протекает через Мёнхенгладбах, Фирзен, Вахтендонк, Гельдерн, Гох. В месте слияния рек Маас и Нирс расположен город Геннеп (провинция Лимбург, Нидерланды).
Вдоль реки проложено множество велосипедных и туристических маршрутов.
На реке расположен природный заповедник Клёрат в городе Фирзен, а также замки Райдт, Кальбек и Викрат.